# 小行星6437
小行星6437（英語：6437 Stroganov）是一颗围绕太阳公转的小行星。1987年8月28日，艾瑞克·怀特·埃尔斯特在拉西拉天文台发现了此天体。
这颗小行星的绝对星等为54.52859等。